# マシュー・ブリッグス
マシュー・アンソニー・ブリッグス（Matthew Anthony Briggs, 1991年3月9日 - ）は、イングランド・ロンドン・ワンズワース出身のサッカー選手。ポジションはDF。ヴェイレBK所属。

## 経歴
2007年5月13日、ミドルスブラFC戦の77分、モリッツ・フォルツとの交代出場でプレミアリーグデビューを果たす。16歳65日でのプレミアリーグデビューは、2019年5月4日にハーヴェイ・エリオットか16歳60日でデビューするまで、最年少出場記録となっていた。